# Austinograea
Austinograea is een geslacht van kreeftachtigen uit de klasse van de Malacostraca (hogere kreeftachtigen).

## Soorten
- Austinograea alayseae Guinot, 1990
- Austinograea rodriguezensis Tsuchida & Hashimoto, 2002
- Austinograea williamsi Hessler & Martin, 1989